# Thomas Cajetan
Thomas Cajetan (n. 20 februarie 1469, Gaeta, Lazio, Regatul Italiei – d. 9 august 1534, Roma, Statele Papale), cunoscut și ca Gaetanus sau Tommaso de Vio, a fost un cardinal italian. El este cel care i-a cerut în mod oficial lui Martin Luther să-și retracteze „cele 95 de teze” care, ulterior, au declanșat Reforma Protestantă. Luther a replicat că și le va retrage doar dacă i se va dovedi pe baza Bibliei că el este cel care greșește.

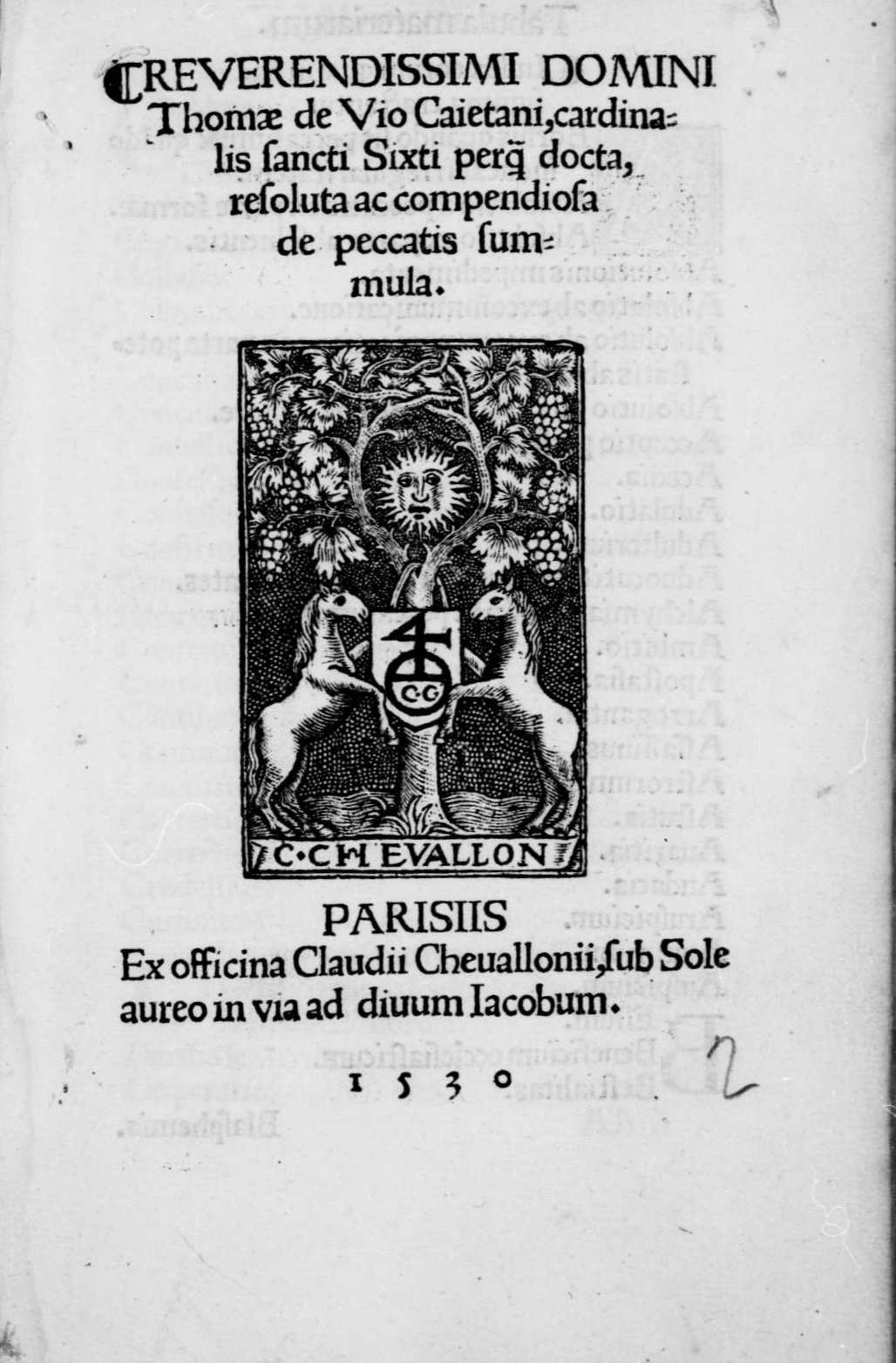
Summula Caietani, 1530
Opuscula omnia, 1596